# Rannmyrtjärnen
Rannmyrtjärnen är en sjö i Härjedalens kommun i Hälsingland och ingår i Ljungans huvudavrinningsområde.